# Blå stjärnmossa
Blå stjärnmossa (Mnium blyttii) är en bladmossart som beskrevs av Bruch och W. P. Schimper in B.S.G. 1846. Blå stjärnmossa ingår i släktet stjärnmossor, och familjen Mniaceae. Enligt den finländska rödlistan är arten nära hotad i Finland. Arten är reproducerande i Sverige. Artens livsmiljö är kalkstensklippor och kalkbrott. Inga underarter finns listade i Catalogue of Life.